# Aleksandr Ivanov (haltérophilie)
Pour les articles homonymes, voir Aleksandr Ivanov.
Aleksandr Konstantinovich Ivanov (en russe : Александр Константинович Иванов) est un haltérophile russe né le 22 juillet 1989 à Tbilissi.
En 2010, il devient champion du monde des moins de 94 kg avec 403 kg (185 kg à l'arraché, 218 kg à l'épaulé-jeté).
En 2012, il est sacré vice-champion olympique aux Jeux de Londres avec 409 kg, mais est disqualifié par le CIO en 2016, à la suite d'un contrôle antidopage positif au turinabol et au tamoxifen. Sa médaille lui est retirée.

## Palmarès
| Date | Compétition           | Lieu    | Résultat | Catégorie | Total  |
| ---- | --------------------- | ------- | -------- | --------- | ------ |
| 2010 | Championnats du monde | Antalya | 1er      | - 94 kg   | 403 kg |
| 2012 | Jeux olympiques       | Londres | 2e       | - 94 kg   | 409 kg |